# Industrieterrein Lage Dijk
Industrieterrein Lage Dijk is een buurt van IJsselstein, in de Nederlandse provincie Utrecht. De wijk heeft 35 inwoners (2023).. 
De buurt grenst met de klok mee aan Paardenveld, Over Oudland, Landelijk gebied Zuid, De Hoven en De Boomgaard en De Tuinen. De buurt is vernoemd naar de Lage Dijk, een historische waterkering van de nabijgelegen Kromme IJssel. 

## Geschiedenis
De buurt is gelegen in de Over Oudlandsche polder en kende lang een agrarische functie met de daarbij horende bebouwing. Vanaf de jaren 70 van de 20e eeuw is het gebied bebouwd met bebouwing met een voornamelijk bedrijfsmatige/industriële bestemming.
In 1961 is in het zuidwesten van de buurt de Gerbrandytoren in gebruik genomen. Het is tot heden de hoogst gebouwde constructie van Nederland.
Stad: IJsselstein      Buurtschappen: Achtersloot · Klaphek · Knollemanshoek (deels)

Woonwijken: Centrum · Noord · West · Zuid

Woonbuurten: Binnenstad · Nieuwpoort · Groenvliet · Kasteelkwartier · Europakwartier · Oranjekwartier · IJsselveld-Oost · IJsselveld-West · IJsseloevers · Hazenveld en Overwaard · Panoven · De Hoven en De Boomgaard · De Tuinen · Het Hart · De Wereldsteden · De Rivieren · Het Staatse · Benschopperpoort en Het Podium · Achterveld-Zuid · Achterveld-West · Achterveld-Noord · Achterveld-Oost · Eiterse Waard · Landelijk gebied Noord · Landelijk gebied Zuid

Overige buurten: Rijpickerwaard · Paardenveld · Over Oudland · Industrieterrein Lage Dijk · Bedrijventerrein De Corridor
Utrecht · Plaatsen in de provincie      Nederland · Provincies · Gemeenten